# Грязный лист
Dirt sheet (англ. грязный лист) — в англоязычной культуре реслинга это журнал, информационный бюллетень или веб-сайт, который освещает реслинг с точки зрения реальной жизни, в отличие от рассмотрения сюжетных линий как реальных. Иногда используется и другой термин, для этих публикаций называемый как «тряпичный лист» (англ. rag sheet).

## Репутация
Многие рестлеры в прошлом возмущались так самыми называемыми «грязными листами», поскольку они чувствовали, что они разрушают данный бизнес, нарушая кейфеб, то есть разоблачение самого профессионального реслинга как инсценировка. Однако рестлер во втором поколении Брет Харт вспоминал, что многие рестлеры сами были заядлыми читателями данных журналов и в его юности, они тоже хотели быть в курсе всех закулисных новостей; другие люди, такие как реслинг журналисты, подтвердили, что это имело место быть в прошлом. Рестлер Стив Остин часто видел информационные бюллетени о реслинге, распространяемые по раздевалкам, когда он начинал работать в индустрии. В 21 веке некоторые люди в этой отрасли, такие как Винс Руссо, Брюс Причард и Эрик Бишофф, все ещё считают, что такие публикации вредят рестлинг бизнесу, а также портят погружение и удовольствие болельщиков. Некоторые рестлеры и сами писали для новостных сайтов, к примеру, Мэтт Харди для 411Mania. А Крис Джерико и вовсе создал свой собственный проект под названием Web Is Jericho.

## Список публикаций или веб-сайтов, которые часто считаются грязными листами
- Wrestling Observer Newsletter (WON), часто считается первым «грязным листом», созданным и управляемым Дейвом Мельтцером[21][22]
- Pro Wrestling Torch (PWTorch), создан и управляется Уэйдом Келлером[23]
- Pro Wrestling Insider (PWInsider), создан и управляется Дейвом Шерером[24][25]
- Pro Wrestling Sheet, создан и управляется Райаном Сатином.[26][27]
- Wrestling News World (WNW)[28]